# Định Hóa (huyện)
Định Hóa là một huyện miền núi nằm ở phía tây bắc tỉnh Thái Nguyên, Việt Nam.
Huyện Định Hóa được biết đến với di tích quốc gia đặc biệt An toàn khu Định Hóa.

## Địa lý
Huyện Định Hóa nằm ở phía tây bắc tỉnh Thái Nguyên, có vị trí địa lý:
- Phía đông giáp huyện Phú Lương và huyện Chợ Mới, tỉnh Bắc Kạn
- Phía tây giáp huyện Yên Sơn và huyện Sơn Dương thuộc tỉnh Tuyên Quang
- Phía nam giáp huyện Đại Từ
- Phía bắc giáp huyện Chợ Đồn, tỉnh Bắc Kạn.

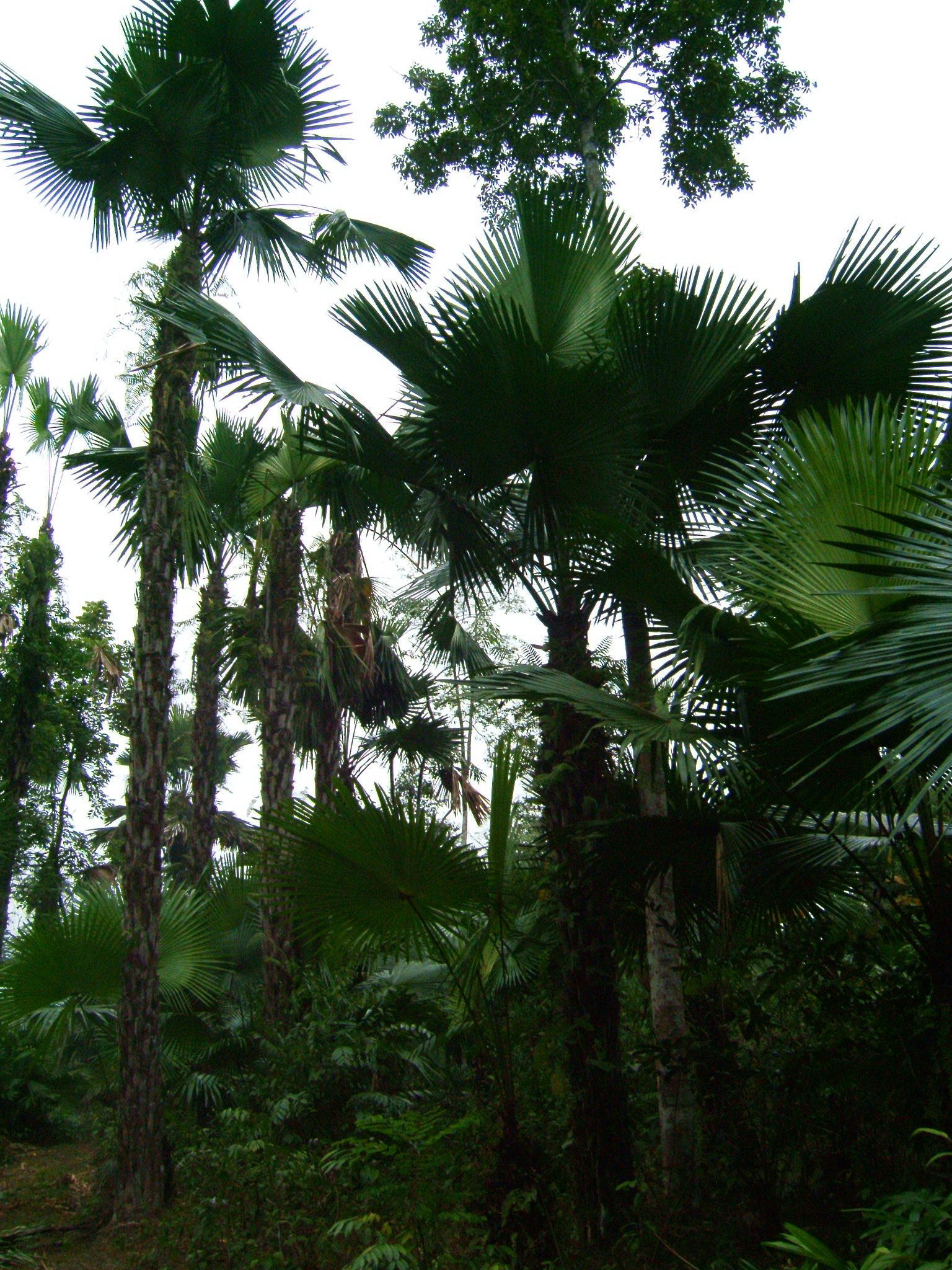
Một rừng cọ đặc trưng của vùng bán sơn địa tại xã Điềm Mặc, Định Hóa

## Lịch sử
Huyện Định Hóa ngày nay, thời nhà Lý thuộc về châu Định Biên, thời thuộc Minh là châu Tuyên Hóa, đầu đời Lê gọi là huyện Tuyên Hóa. Năm Quang Thuận thứ 7 (1466) đời vua Lê Thánh Tông đổi làm châu Định Hóa, có 46 xã 27 trang và thuộc phủ Phú Bình, thừa tuyên Thái Nguyên.
Theo sách: “Tên làng xã Việt Nam đầu thế kỷ XIX” (gồm các tỉnh từ Nghệ Tĩnh trở ra) được biên soạn vào giữa đời vua Gia Long (năm 1810 đến 1819), thì châu Định Hóa có 9 tổng 31 xã:
- Tổng An Ninh, có 1 xã: An Ninh.
- Tổng Thanh Hồng, có 3 xã: Thanh Hồng, Thù Mặc, Lục Dã.
- Tổng Khuynh Quỳ, có 2 xã: Khuynh Quỳ, Ôn Lương Hạ.
- Tổng An Biên Thượng, có 4 xã: An Biên Thượng, Quế Lĩnh, Nghĩa Tá, Bảo Biên.
- Tổng Định Biên Trung, có 6 xã: Định Biên Trung, Định Biên, Nam Huân, Lang Yên, Du Nghệ, Trung Khảm.
- Tổng Định Biên Hạ, có 6 xã: Định Biên Hạ, Quảng Nạp, Bằng An, Bộc Nhiêu, Sơn Đầu, Lang Tuyền.
- Tổng Phượng Vĩ Thượng, có 2 xã: Phượng Vĩ Thượng, Lam Vĩ.
- Tổng Phượng Vĩ Trung, có 1 xã: Phượng Vĩ Trung.
- Tổng Phượng Vĩ Hạ có 6 xã: Phượng Vĩ Hạ, Linh Đàm, Phúc Trinh, Quy Triều, Nghĩa Trang, Văn La.

Có một phố phiêu bạt là phố Chợ Chu ở thôn Trung Khảm, tổng Phượng Vĩ Hạ.
Năm Minh Mạng thứ 4 (1823), châu Định Hóa đổi là Châu Định. Năm 1835, một số châu, huyện thuộc phủ Phú Bình được tách ra để lập phủ mới Tòng Hóa, bao gồm phần đất của ba huyện Định Hóa, Đại Từ và Phú Lương ngày nay. Châu Định Hóa thuộc phủ Tòng Hóa, có 9 tổng, 36 xã.
Theo Đồng Khánh dư địa chí: Định Châu (tức Châu Định), châu lỵ đặt ở xã Trung Khảm. Châu hạt phía đông giáp xã Phủ Lý, huyện Phú Lương, phía tây giáp xã Kim Đài, châu Chiêm Hóa, tỉnh Tuyên Quang, phía Nam giáp xã Hạ Lãm và trang An Nghiệp, huyện Văn Lãng, phía bắc giáp Chợ Mới, trang Yên Đĩnh, châu Bạch Thông. Đông tây cách nhau 172 dặm, nam bắc cách nhau 93 dặm. Châu có 9 tổng với 36 xã:
- Tổng Định Biên Thượng, 5 xã: Bảo Biên, Quế Linh, Nghĩa Tá, Định Biên Thượng, TLập.
- Tổng Định Biên Trung, 6 xã: Trung Khảm, Định Biên, Du Nghệ, Phong Huân, Lương An, Định Biên Trung
- Tổng Định Biên Hạ, 6 xã: Định Biên Hạ, Lương Can, Bình An, Sơn Đầu, Quảng Nạp, Bộc Nhiêu.
- Tổng Phượng Vĩ Thượng, 2 xã: Lam Vĩ, Phương Vĩ Thượng.
- Tổng Phượng Vĩ Hạ 6 xã: Phượng Vĩ Hạ, Phúc Trinh, Văn La, Linh Đàm, Nghĩa Trang, Quy Triều.
- Tổng Phượng Vĩ Trung, 2 xã: Phượng Vĩ Trung và Kiều Dương.
- Tổng Thanh Điểu, 3 xã: Thanh Điểu, Điềm Mặc, Lục Dã.
- Tổng An Trạch, 1 xã: xã An Trạch.
- Tổng Khuynh Quỳ, 5 xã: Ôn Lương Thượng, Ôn Lương Hạ, Phú Khuôn, Phú Ngự, Khuynh Quỳ.

Khoảng cuối thế kỷ XIX, dưới quyền cai trị của thực dân Pháp, xã Nghĩa Tá được nâng lên thành tổng Nghĩa Tá. Năm 1913, chính quyền Pháp cắt tổng Nghĩa Tá (gồm các xã Phong Huân, Lương Yên, Nghĩa Tá) về huyện Chợ Đồn, tỉnh Bắc Kạn và hai xã Phú Lâm, TLập thuộc tổng Định Biên Thượng về huyện Sơn Dương, tỉnh Tuyên Quang. Trước ngày khởi nghĩa giành chính quyền (26/3/1945), châu Định Hoá có 8 tổng, 30 xã, 1 thị trấn.
Sau ngày khởi nghĩa giành chính quyền, châu Định Hóa được đổi tên là châu Ngô Quyền, cuối tháng 6 năm 1945 đổi tên là phủ Vạn Thắng.
Đến ngày 25 tháng 3 năm 1948, theo sắc lệnh số 148 - SL của Chủ tịch chính phủ nước Việt Nam Dân chủ Cộng hòa, bỏ phủ, châu, quận, đơn vị hành chính trên cấp xã gọi là huyện, châu Định Hóa đổi là huyện Định Hóa. Cũng trong thời kỳ kháng chiến chống Pháp, một số xã được sáp nhập với nhau hoặc điều chỉnh địa giới, do đó tên xã cũng có nhiều thay đổi.
Huyện Định Hóa bao gồm thị trấn Chợ Chu và 22 xã: Bảo Cường, Bảo Linh, Bình Thành, Bình Yên, Bộc Nhiêu, Điềm Mặc, Định Biên, Đồng Thịnh, Kim Phượng, Lam Vỹ, Linh Thông, Phú Đình, Phú Tiến, Phúc Chu, Phượng Tiến, Quy Kỳ, Sơn Phú, Tân Dương, Tân Thịnh, Thanh Định, Trung Hội, Trung Lương.
Ngày 17 tháng 2 năm 1965, theo quyết định số 46-NV của Bộ trưởng Bộ Nội vụ, xã Kim Phượng được chia thành 2 xã: xã Kim Phượng gồm các xóm Quảng Cáo, Thái Chi, Ninh Na; xã Kim Sơn gồm các xóm Nà Mò, Nghĩa Trang.
Năm 1965, Quốc hội ban hành quyết định sáp nhập 2 tỉnh Thái Nguyên và Bắc Kạn thành tỉnh Bắc Thái, huyện Định Hóa thuộc tỉnh Bắc Thái và đến ngày 6 tháng 11 năm 1996, tỉnh Thái Nguyên được tái lập từ tỉnh Bắc Thái, huyện Định Hóa thuộc tỉnh Thái Nguyên.
Ngày 1 tháng 1 năm 2020, sáp nhập xã Kim Sơn trở lại xã Kim Phượng.
Ngày 1 tháng 12 năm 2024, sáp nhập xã Bảo Cường vào thị trấn Chợ Chu.
Huyện Định Hóa có 1 thị trấn và 21 xã như hiện nay.

## Hành chính
Huyện Định Hóa có 22 đơn vị hành chính cấp xã trực thuộc, bao gồm thị trấn Chợ Chu (huyện lỵ) và 21 xã: Bảo Linh, Bình Thành, Bình Yên, Bộc Nhiêu, Điềm Mặc, Định Biên, Đồng Thịnh, Kim Phượng, Lam Vỹ, Linh Thông, Phú Đình, Phú Tiến, Phúc Chu, Phượng Tiến, Quy Kỳ, Sơn Phú, Tân Dương, Tân Thịnh, Thanh Định, Trung Hội, Trung Lương.